# NGC 6783
NGC 6783 је галаксија у сазвежђу Лабуд која се налази на NGC листи објеката дубоког неба.
Деклинација објекта је + 46° 1' 5" а ректасцензија 19h 16m 47,5s. Привидна величина (магнитуда) објекта NGC 6783 износи 14,4 а фотографска магнитуда 15,4. NGC 6783 је још познат и под ознакама MCG 8-35-7, CGCG 256-13, PGC 63003.